# شريف بهاء الدين
شريف بهاء الدين (7 ديسمبر 1960) استشاري بيئي والرئيس الحالي الجمعية المصرية لحماية الطبيعة  ، ساهم مع زوجته ميندي بهاء الدين في رفع الوعي في مصر بالطيور المهاجرة.

## دراسته[3]
- دكتوراة في علم البيئة من جامعة نوتنغهام 1997 – 2001
- ماجستير في التخطيط الحضري والإقليمي من جامعة فرجينيا للتقنية 1987 – 1989

## أعماله
- A Guide to the Reptiles and Amphibians of Egypt
- Directory of Important Bird Areas in Egypt
- شارك مع «برتل برون» في كتاب «Common Birds of Egypt»
- شارك مع «Steven M. Goodman» واخرين في كتاب «The Birds of Egypt»

## حياته
ولد في مدينة راس غارب حيث اهتم منذ صغره بالتعرف على الطيور والزواحف قرب منزله، وبعد حرب 1967 انتقل مع عائلته إلى القاهرة، وفي حي مصر الجديدة مارس اهتماماته بمراقبة الطيور والتحق بعد ذلك بجامعة حلوان.

## اكتشفاته
- سحلية ذات الاقدام الطويلة (الاسم العلمي: Acanthodactylus aegyptius)
- ضفدع قصاص (الاسم العلمي: Bufo kassasii)
- برص ميندي (الاسم العلمي: Hemidactylus mindiae)
- برص قطارة (الاسم العلمي: Tarentola mindiae)
- برص علبة (الاسم العلمي: Hemidactylus foudaii)
- برص تحت الحجر بشاري (الاسم العلمي: Tropiocolotes bisharicus)
- برص تحت الحجر نوبي (الاسم العلمي: Tropiocolotes nubicus)
- اما سحلية بهاء الدين (الاسم العلمي: Mesalina bahaeldini) فتم تسميته باسمه من قبل مكتشفيه